# Midnight (Coldplay)
Midnight is een nummer van de Britse alternatieve rockband Coldplay uit 2014. Het is de tweede single van hun zesde studioalbum Ghost Stories.
Het nummer viel niet bij iedereen in goede smaak. Het klinkt namelijk anders dan we van Coldplay gewend zijn: meer elektronica en minder (of eigenlijk geen) gitaargeluiden. De fans van de band waren verdeeld over "Midnight", maar toch werd het nummer in veel Europese landen, waaronder België, Luxemburg, Frankrijk, Spanje, Portugal, Italië, Denemarken en Hongarije, een top 10-hit. In het Verenigd Koninkrijk haalde het echter een bescheiden 48e positie. Ook in Nederland was het nummer met een 16e positie in de Tipparade ook niet zeer succesvol. In de Vlaamse Ultratop 50 deed het nummer het wel weer heel goed met een 8e positie.